# Mladen Lorković

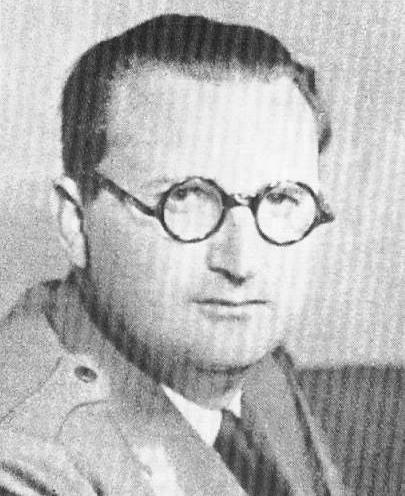
Mladen Lorković

Mladen Lorković (* 1. März 1909 in Zagreb; † Ende April 1945 im Gefängnis von Lepoglava) war ein Angehöriger der Ustascha, Politiker und von 1941 bis 1943 Außenminister sowie von 1943 bis 1944 Innenminister des Unabhängigen Staates Kroatien. Zusammen mit Ante Vokić (1909–1945) war er führend an einer proalliierten Verschwörung (kroatisch urota Lorković-Vokić) gegen den diktatorischen Staatsführer Ante Pavelić beteiligt und wurde dafür hingerichtet.

## Leben

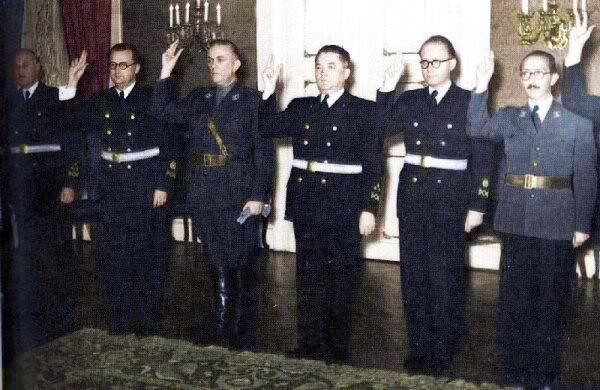
Lorković (2 v. l.) bei seiner Vereidigung als Außenminister (April 1941).

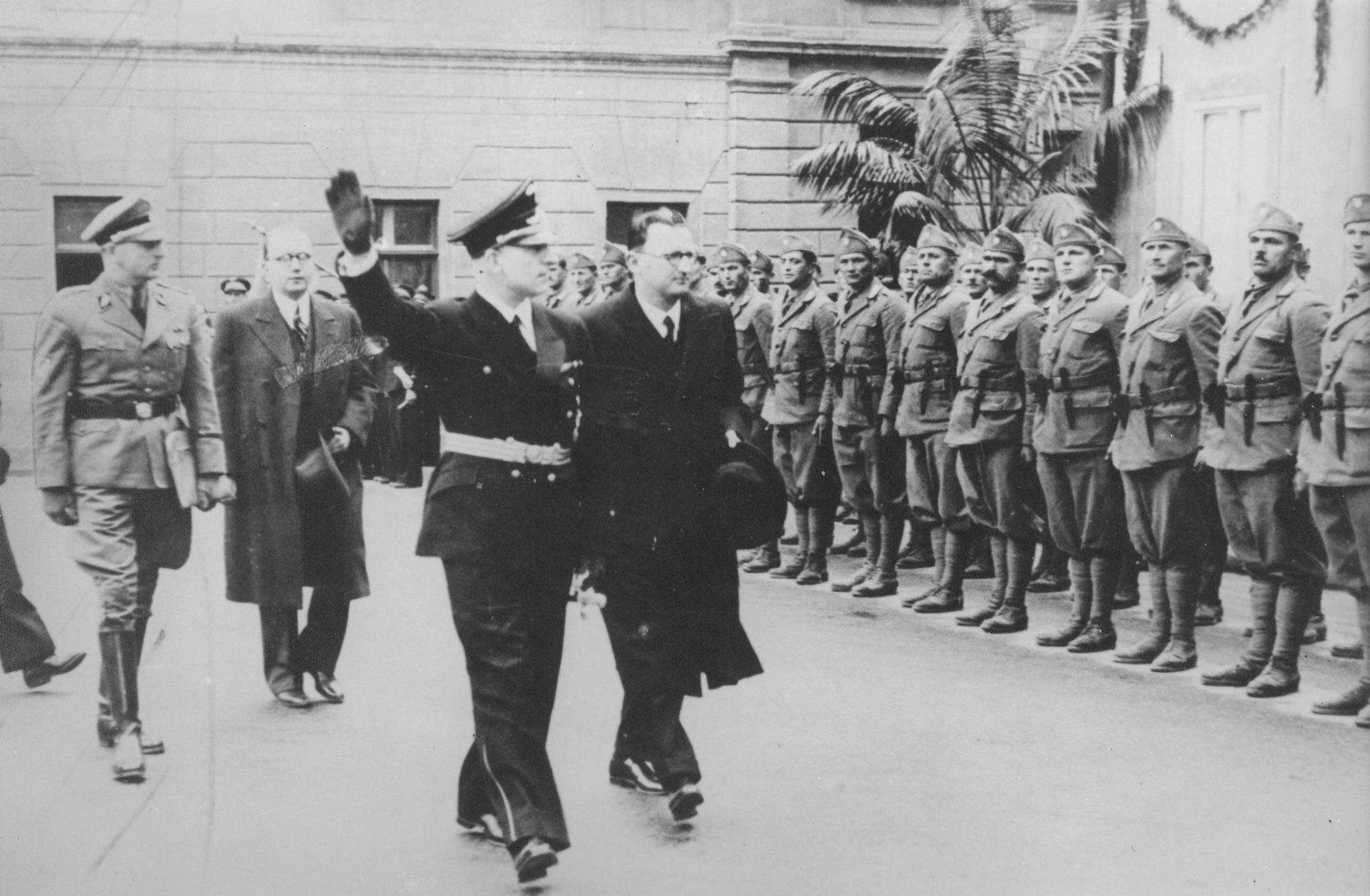
Lorković schreitet gemeinsam mit dem deutschen Gesandten Siegfried Kasche (links) eine Ehrenformation der Ustascha-Miliz ab (Zagreb, Mai 1941).

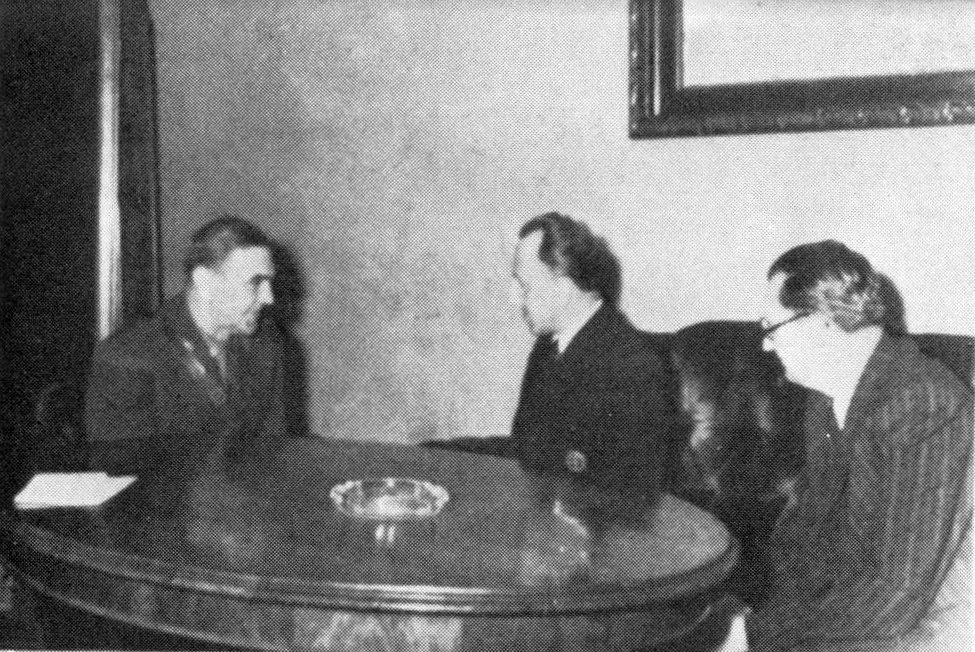
Staatsführer Ante Pavelić, der slowakische Botschafter Karl Murgaš und Lorković (rechts).

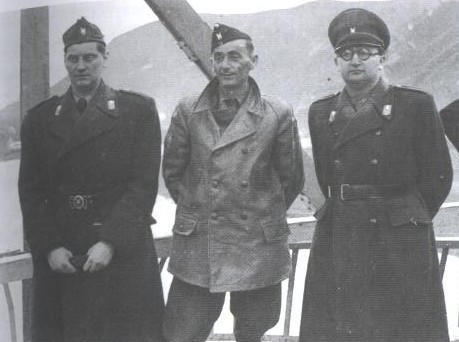
Geheimdienstchef Kvaternik, Kommandant der Schwarzen Legion Francetić und Lorković (v. l.) auf einer Brücke über die Drina, dem damaligen Grenzfluss zu Serbien (Zvornik, April 1942)

Lorković wurde 1909 in Zagreb als Sohn des Juristen und Politikers Ivan Lorković geboren. Mladen Lorković war schon als Gymnasiast ein aktives Mitglied der Kroatischen Partei des Rechts. In Zagreb studierte er Jura. Nach der Ausrufung der Königsdiktatur 1929 durch den jugoslawischen König Alexander I. drohte ihm aufgrund seiner politischen Aktivitäten die Verhaftung. Am 15. November 1929 ging Lorković ins Exil. In Berlin wurde er aufgrund seiner politischen Betätigung zunächst von der damaligen Alexander von Humboldt-Stiftung abgelehnt. Aufgrund der Fürsprache des Geschäftsführers der Stiftung, Kurt Goepel (1901–1966), erhielt Lorković ab dem akademischen Jahr 1932/33 ein Humboldt-Stipendium. Goepel sagte 1933 voraus, dass Lorković „dank seiner hohen wissenschaftlichen und politischen Qualifikation [...] zweifellos auch in Zukunft eine führende Rolle in seiner Heimat“ spielen werde. Mithilfe des Stipendiums studierte Lorković zunächst an der Deutschen Hochschule für Politik und der Universität Berlin Staatswissenschaften und Öffentliches Recht. Nach der zweimaligen Verlängerung seines Stipendiums wechselte Lorković an das Institut für Völkerrecht und promovierte 1938 dort bei Carl Schmitt.

## Familie
Sein Bruder Zdravko Lorković (1900–1998) war Entomologe mit weltweitem Ansehen. Sein Bruder Blaž Lorković (1903–1947) war ein politischer Leiter der Ustascha und Botschafter des Unabhängigen Staates Kroatien für den Slowakischen Staat.

## Schriften

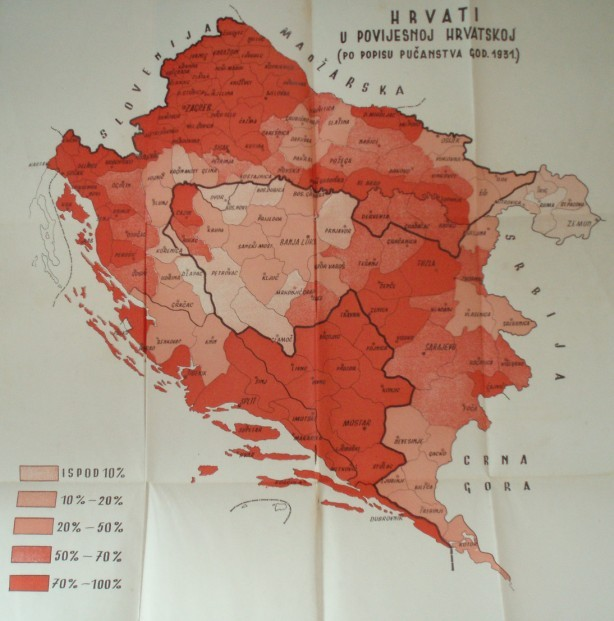
Karte nach den Ergebnissen der jugoslawischen Volkszählung 1931: Innerhalb der Grenzen der kroatischen Banschaft bzw. des späteren USK werden Katholiken und Muslime als Kroaten identifiziert und anteilig dargestellt (Lorković, 1939).

- Das Recht der Makedonier auf Minderheitenschutz : Dokumente: Die Verhandlungen des „Komitees für neue Staaten“ und des Obersten Rates über die makedonische Frage Mai – November 1919. Carl Heymanns Verlag, Berlin 1934.
- Die Entstehung des Staates der Serben, Kroaten und Slowenen. Berlin 1938 (Juristische Dissertation).
- Narod i zemlja Hrvata [Das Volk und das Land der Kroaten]. Matica hrvatska, Zagreb 1939 (deutsche Übersetzung, Wien 1941).
- Kroatiens Kampf gegen den Bolschewismus. Buchhandlung Velebit, Zagreb 1944.

## Quelle
- Slaven Ravlić: LORKOVIĆ, Mladen. In: Darko Stuparić (Hrsg.): Tko je tko u NDH : Hrvatska 1941.–1945. [Wer ist wer im NDH : Kroatien 1941–1945]. Minerva, Zagreb 1997, S. 237–239 (kroatisch).